# Metapenaeopsis dura
Metapenaeopsis dura är en kräftdjursart som beskrevs av Kubo 1949. Metapenaeopsis dura ingår i släktet Metapenaeopsis och familjen Penaeidae. Inga underarter finns listade i Catalogue of Life.